# Koparion
Koparion is een geslacht van theropode dinosauriërs, behorend tot de groep van de Coelurosauria, dat tijdens het late Jura leefde in het gebied van het huidige Noord-Amerika. De enige benoemde soort is Koparion douglassi.

## Vondst en naamgeving
In 1993 meldden Daniel Chure en Brooks Britt de vondst van een tand bij het Dinosaur National Monument (Rainbow Park) in Uintah County, Utah. De tand werd ontdekt bij een project waarbij grote hoeveelheden aarde door een zeef gespoeld werden om microfossielen op te sporen. In 1994 werd de tand door Chure benoemd als de typesoort Koparion douglassi. De geslachtsnaam is het Oudgrieks κοπάριον, waarvan Chure dacht dat het "scalpel" betekende, hoewel het meer het woord voor sonde is. Ze verwijst naar de tandvorm en de kleine omvang. De soortaanduiding eert Earl Douglass, die de lagen van de vindplaats in het begin van de twintigste eeuw voor het eerst voor onderzoek uitgroef.
Het holotype, DINO 3353, is gevonden in een laag van de Brushy Basin Member van de Morrisonformatie die dateert uit het late Kimmeridgien, ongeveer 151 miljoen jaar oud. Het bestaat uit een tand uit het bovenkaaksbeen ofwel maxilla; het kan niet worden vastgesteld of het een linker- of een rechtertand is.

## Beschrijving
Koparion is een kleine tweevoetige roofsauriër. De tand is zo'n twee millimeter lang wat duidt op een lichaamslengte van een halve meter. De precieze lengte en lengte-hoogteverhouding kan niet worden vastgesteld daar de uiterste onderkant van de tandkroon ontbreekt evenals de tandwortel. Van voor naar achter gemeten is de bewaarde tandbasis met 1,9 millimeter echter tamelijk lang ten opzichte van de hoogte. De tandkroon is zeer sterk bollend naar achteren gebogen, zozeer zelfs dat het bovengedeelte van de voorrand haast horizontaal loopt. Daar de achterrand vrijwel verticaal is, heeft de tand zo een stomp vierkant profiel. De tand heeft kartelingen op de voor- en achterrand, ongeveer zeven à acht per strekkende millimeter. Die lopen uit in "bloedgroeven"; daarnaast zijn er cirkelvormige "bloedputjes". De tandkroon is aan de basis ingesnoerd. De veertien voorste vertandingen eindigen ver boven de insnoering. Ze zijn volgens Chure niet naar boven gebogen; daarbij hield hij echter geen rekening met het feit dat de hele bovenste voorrand vrijwel vlak loopt. De twaalf achterste vertandingen, de tandspits meegeteld, zijn ongeveer tweemaal zo hoog als de voorste en licht naar boven gebogen. De vertandingen eindigen in scherpe snijrandjes en hebben een rechthoekige basis. De tandbasis is sterk verbreed. In vooraanzicht is de rechterkant daarbij tweemaal zo breed als de linkerkant; aangezien niet bekend is of het een linker- of rechtertand betreft, kan ook niet worden vastgesteld of het de binnen- of buitenkant is die zo ver uitsteekt.
Het is lastig gebleken onderscheidende kenmerken aan te geven aangezien daarvoor eerst moet worden tot welke groep Koparion behoort. Chure meende in 1994 dat dit de Troodontidae waren. In dat geval verschilt de tand in bepaalde opzichten van die van andere troödontiden. Anders dan bij Sinusonasus, Sinornithoides en "Saurornithoides" asiamericanus heeft hij als maxillaire tand kartelingen op de voorrand. Anders dan bij Sinornithoides, Saurornithoides, "Saurornithoides" asiamericanus en Troodon zijn de kartelingen op de achterrand kleiner dan die op de voorrand. Anders dan bij Saurornithoides, "Saurornithoides" asiamericanus en Troodon vormen deze vertandingen op de achterrand geen naar boven stekende haakjes.

## Fylogenie
Chure plaatste Koparion in 1994 in de Troodontidae wegens de bloedputjes, de sterke kromming en de tot en met het spits doorlopende vertandingen op de achterrand. Het was op dat moment de oudste bekende trooödontide en de eerste die uit het Jura gevonden was. Als zodanig speelde de soort een belangrijke rol in het debat over de oorsprong van de vogels: het was een weerlegging van het argument dat er een "tijdsparadox" zou ontstaan als we zouden aannemen dat vogels dinosauriërs zijn omdat dan de oudste bekende vogel, Archaeopteryx, veel eerder zou leven dan zijn lager in de stamboom staande dinosaurische verwanten. Koparion is namelijk een tijdgenoot van Archaeopteryx. Chure meende in 1994 zelfs dat de troödontiden de zustergroep van de vogels zouden kunnen zijn.
Ironisch genoeg zou Chure zelf binnen enkele jaren van mening veranderen en betwijfelen of het om een troödontide ging. Heel duidelijke alternatieven voor de plaatsing zijn er echter niet. Oliver Rauhut suggereerde in 2000 dat het om een lid van de Compsognathidae zou gaan, maar die groep heeft geen kartelingen op de voorrand. Theropoden met een ingesnoerde tandbasis en vertandingen op beide snijranden zijn verder te vinden bij de Therizinosauroidea en het tandtype Richardoestesia dat echter mogelijk zelf een troödontide zou kunnen zijn en veel rechtere tanden vertegenwoordigt. Als Koparion geen troödontide is, zou het dus een heel kleine basale therizinosauroïde kunnen zijn. Dat zou goed aansluiten bij het feit dat de tand zo stomp is omdat de therizinosauroïden planteneters zijn — hoewel ook voor troödontiden wel is aangenomen dat ze als alleseters leefden. Het horizontale stuk bovenrand fungeerde dan om stukken plant of te bijten. Latere vondsten uit China, zoals Anchiornis, vormen een sterke aanwijzing dat de Troodontidae zich inderdaad al in het Jura hadden afgepitst. Hoewel ze de troödontide status van Koparion bevestigen, verminderen ze juist daardoor het belang van de vondst die niet langer uniek is.